# Рейдинг, Ремко
Ремко Рейдинг (нидерл. Remco Reiding; род. 7 июля 1976, Амерсфорт, Нидерланды) — нидерландский журналист, писатель и исследователь.

## Биография
Рейдинг изучал политологию в Лейденском университете и журналистику и коммуникации в Зволле. С 2004 по 2012 год он работал корреспондентом в Москве.
Особую известность Рейдингу принесло его многолетнее исследование Советского Поля Славы в Лёсдене. Ему первому удалось разыскать родственников советских солдат, похороненных в Лёсдене.

## Награды и почётные звания
В 2003 году Рейдинг был награждён Министерством обороны России за свои исследования. В 2006 году он получил RusPrix «в знак признательности за особые заслуги в развитии отношений между Нидерландами и Россией». 9 мая 2014 года он стал рыцарем ордена Оранских-Нассау. 9 мая 2015 года ему была вручена Почётная грамота Президента Российской Федерации, которую Президент Путин вручил ему 25 сентября 2014 года за «вклад в развитие российско-нидерландского сотрудничества в деле сохранения памяти о войне».
14 февраля 2024 года Ремко Рейдингу был официально вручён нагрудный знак «За защиту прав человека», присуждённая ему в конце 2023 года.